# Мордовсько-Полянське сільське поселення
Мордо́всько-Поля́нське сільське поселення (рос. Мордовско-Полянское сельское поселение) — муніципальне утворення у складі Зубово-Полянського району Мордовії, Росія. Адміністративний центр — село Мордовська Поляна.

## Історія
Станом на 2002 рік існували Булдигінська сільська рада (села Богдановка, Булдигіно, селища Вселки, Поповка, Родниковка) та Мордовсько-Полянська сільська рада (села Вадово-Сосновка, Мордовська Поляна, селище Валовка, присілки Івановка, Піщанка).
2007 року було ліквідовано присілок Піщанка.
24 квітня 2019 року ліквідоване Булдигінське сільське поселення (села Богдановка, Булдигіно, селища Вселки, Поповка, Родниковка) було включено до складу Мордовсько-Полянського сільського поселення.

## Населення
Населення — 1255 осіб (2019, 1608 у 2010, 1935 у 2002).

## Склад
До складу поселення входять такі населені пункти:
| Населений пункт         | Населення, осіб (2002) | Населення, осіб (2010) |
| ----------------------- | ---------------------- | ---------------------- |
| Богдановка, село        | 26                     | 19                     |
| Булдигіно, село         | 241                    | 239                    |
| Вадово-Сосновка, село   | 113                    | 98                     |
| Валовка, селище         | 37                     | 20                     |
| Виселки, селище         | 110                    | 103                    |
| Івановка, присілок      | 54                     | 35                     |
| Мордовська Поляна, село | 1147                   | 924                    |
| Піщанка, присілок       | 14                     | -                      |
| Поповка, селище         | 192                    | 169                    |
| Родниковка, селище      | 1                      | 1                      |